# Verein Chemischer Fabriken in Mannheim

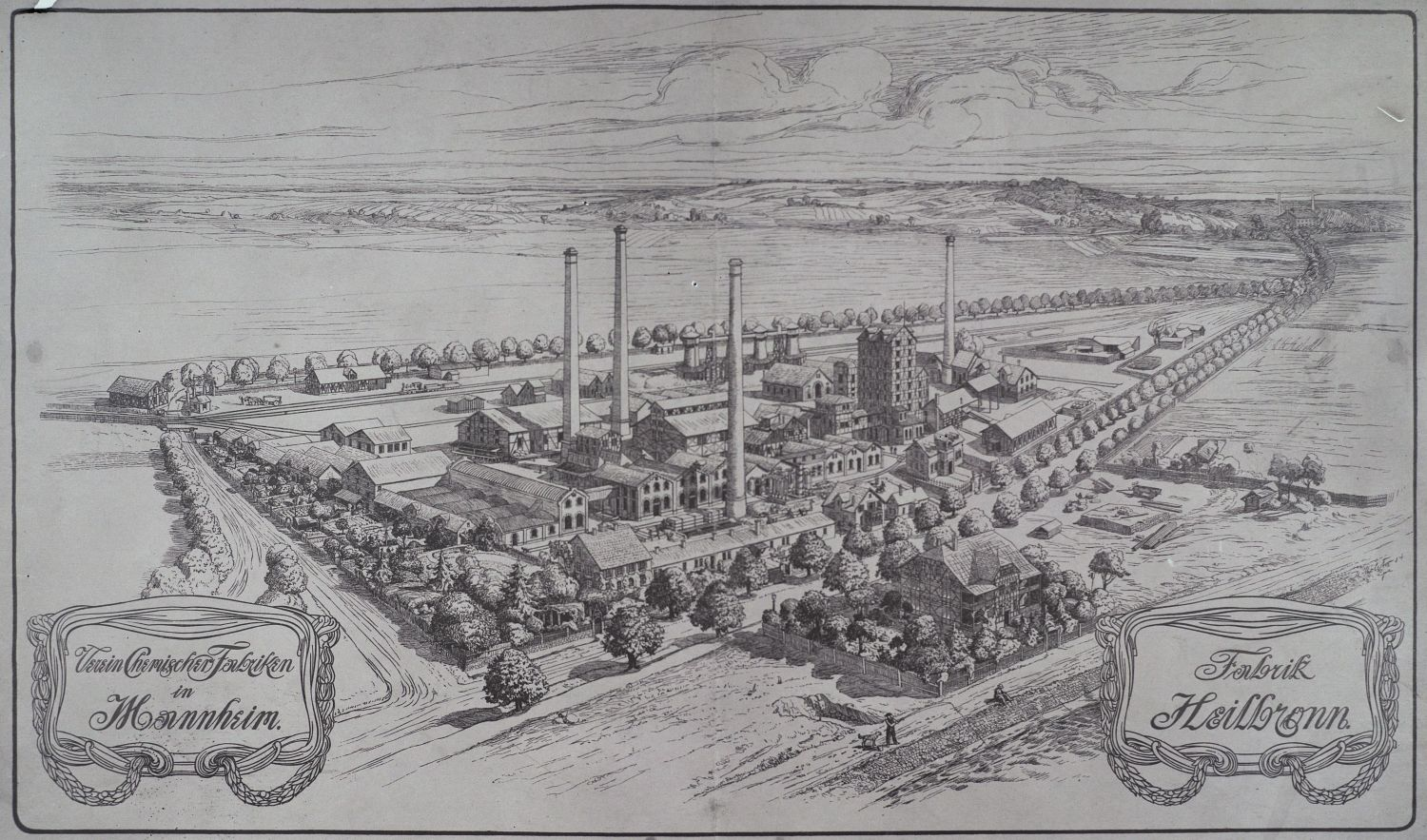
Verein Chemischer Fabriken in Mannheim, Fabrik Heilbronn. Lithographie von Mathieu Molitor

Der Verein Chemischer Fabriken in Mannheim war ein deutsches Chemieunternehmen, das über Zweigwerke in Mannheim, Neuschloss bei Lampertheim, Heilbronn und Luisenthal an der Saar (heute ein Stadtteil von Völklingen) verfügte. 

## Geschichte
Der Verein Chemischer Fabriken in Mannheim entstand 1854 durch die Fusion der „Chemischen Fabrik Mannheim und Heilbronn“ mit der „Chemischen Fabrik Neuschloss“ bei Lampertheim. Die Firma entwickelte sich schnell zu einer der führenden chemischen Fabriken Deutschlands und war im dritten Viertel des 19. Jahrhunderts der größte deutsche Hersteller von Soda, das damals zur Glaserzeugung und bei der Seifenproduktion verwendet wurde. 1867 und 1873 beteiligte sich das Unternehmen an den Weltausstellungen in Paris und Wien. 
Von sich Rede machte der Betrieb, als er 1865 durch eine Intrige die Ansiedlung der BASF in Mannheim verhinderte. Nachdem die gerade neu gegründete BASF ein für sie passendes Betriebsareal in Mannheim gefunden hatte, zeigte auch der „Verein Chemischer Fabriken“ zum Schein Interesse an der Liegenschaft und gab ein höheres Gebot. Daraufhin entschloss sich die Stadt Mannheim dazu, den Baugrund öffentlich versteigern zu lassen. Die BASF aber erwarb ein Grundstück in Ludwigshafen am Rhein. Bei der Versteigerung des ursprünglich ausgewählten Geländes erschien kein einziger Bieter.
Nachdem sich mehrere Sodafabriken in der unmittelbaren Nachbarschaft niedergelassen hatten und der belgische Chemiker Ernest Solvay ein neues Verfahren zur Sodaherstellung erfunden hatte, geriet die Firma, die seit 1870 ein weiteres Zweigwerk im saarländischen Luisenthal besaß, in den 1880er Jahren in wirtschaftliche Schwierigkeiten. Nach einer Phase der Konsolidierung ging es mit dem Unternehmen mit Beginn des letzten Jahrzehnts des 19. Jahrhunderts wieder bergauf. Am Anfang des 20. Jahrhunderts verfügte der Konzern in seinen vier Fabriken über insgesamt 1500 Beschäftigte. Die Firma war in dieser Zeit stark in der Forschung engagiert und u. a. an der Entwicklung eines Kontaktverfahrens zur Erzeugung von Schwefelsäure beteiligt. Ein von den Chemikern des Betriebs entworfener Muffelofen zur Herstellung von Sulfaten und Salzsäure wird in Fachkreisen bis heute als „Mannheimer Ofen“ bezeichnet.
Nach Ende des Ersten Weltkriegs hatte das Unternehmen erneut mit wirtschaftlichen Problemen zu kämpfen und fusionierte 1920 mit dem Rhenania-Konzern in Aachen. 1928 ging der Firmenverbund schließlich in der „Kali-Chemie AG“ auf. Die Zweigwerke in Neuschloss und Luisenthal wurden bereits Ende der 1920er Jahre stillgelegt. 1966 folgte das Werk in Mannheim. Als letztes Unternehmen des früheren „Vereins Chemischer Fabriken in Mannheim“ stellte das Werk in Heilbronn seine Produktion zu Beginn der 1990er Jahre ein.